# Копеков, Дангатар Абдыевич
Дангатар Абдыевич Копеков (туркм. Dangatar Abdyeviç Köpekow; 12 мая 1933, Ашхабад, Туркменская ССР — 21 сентября 2011, Ашхабад, Туркменистан) — деятель органов государственной безопасности СССР и военный деятель Туркменистана, генерал армии. В 1991 году — председатель КГБ Туркменской ССР, в 1991—1992 годах — председатель Комитета национальной безопасности Туркменистана, в 1992—1998 годах — министр обороны Туркменистана.

## Биография
Туркмен. Окончил Государственный педагогический институт имени В. И. Ленина в городе Чарджоу в 1954 году. Работал учителем географии и заведующим учебной частью в школах Кум-Дага и Ашхабада, инструктором Кум-Дагского районного отдела народного образования в Красноводской области Туркменской ССР.

## Служба в СССР
В органах КГБ СССР с 1959 года. Окончил Высшую школу КГБ при Совете Министров СССР имени Д. Э. Дзержинского в 1961 году. Работал младшим оперуполномоченным и оперуполномоченным 1-го отдела КГБ при Совете Министров Туркменской ССР. Затем переведён в Первое главное управление КГБ СССР (внешняя разведка). В 1968 году направлен на разведработу в Иран помощником резидента КГБ под прикрытием сотрудника представительства компании «Ингосстрах» в городе Мешхед. В 1971 году был разоблачён, арестован и депортирован в СССР.
После провала использование Копекова за границей стало невозможным и он был переведён на административную работу в КГБ при Совете Министров Туркменской ССР. Продолжал работу по линии внешней разведки: начальник отделения при 1-м отделе, заместитель начальника 1-го отдела, с 1975 года — начальник первого отдела.
В 1984 году — заместитель председателя КГБ Туркменской ССР по кадрам, в 1984—1990 годах — заместитель председателя КГБ Туркменской ССР по оперативной работе. С июня 1990 года — первый заместитель председателя КГБ Туркменской ССР, генерал-майор. С марта 1991 года — председатель КГБ Туркменской ССР. Был членом КПСС, членом Центрального Комитета Коммунистической партии Туркменистана.

## Служба в Туркменистане
С сентября 1991 года и до 27 января 1992 года — первый председатель Комитета национальной безопасности Туркменистана. 7 января 1992 года назначен первым Министром обороны Туркменистана, вскоре одновременно назначен ректором Военного института Туркменистана. Пользовался большим влиянием на президента Туркменистана С. Ниязова. Генерал-лейтенант (1992). В начале 1990-х годов Д. Копекову было присвоено воинское звание генерал-полковник, а затем — генерал армии Туркменистана.
12 сентября 1998 года в Ашхабаде совершён террористический акт, в результате которого погибли семь человек. Было объявлено, что имела место попытка покушения на жизнь С. Ниязова, а члены террористической группы являются военнослужащими туркменской армии. 17 сентября 1998 года министр обороны Копеков был снят с должности, лишён звания и назначен заведующим отделом правоохранительных и военных органов Кабинета министров Туркменистана. Одновременно был арестован ряд военнослужащих, а несколько руководителей армии и спецслужб снято с занимаемых должностей. В 1999 году вышел на пенсию.
Жил в Ашхабаде на пенсии. В 2002 году был арестован по обвинению в измене Родине, участии в попытке государственного переворота, покушении на жизнь президента Ниязова и в незаконной продаже оружия в связи с делом бывшего заместителя председателя кабинета министров Туркменистана Бориса Шихмурадова; позднее был осуждён и амнистирован (по другим данным, Копеков был освобождён из-под стражи без суда или проходил по делу свидетелем обвниения). Умер 21 сентября 2011 года в военном госпитале, похоронен под Ашхабадом.
Награждён орденом Красной Звезды, медалями СССР и Туркменистана («Эдерменлик» в 1993 году, «За любовь к Отечеству» в 1996); почётный старейшина народа (18.10.1995).

## Воинские звания
Воинские звания:
- майор (1971)
- подполковник (1974)
- полковник
- генерал-майор (1990)
- генерал-лейтенант (1992)
- генерал-полковник (1993)
- генерал армии (лишён в 1998 году)